# Spitfire '40
Spitfire '40 o Spitfire 40 è un videogioco simulatore di volo alla guida di uno Spitfire nella Battaglia d'Inghilterra, pubblicato inizialmente nel 1985 per Commodore 64 e successivamente per Amstrad CPC, Atari 8-bit, Atari ST, BBC Micro, Electron, MSX e ZX Spectrum dalla Mirrorsoft. L'originale per Commodore 64 venne sviluppato dall'azienda ungherese Novotrade e venduto alla britannica Mirrorsoft, sebbene nel gioco compaiano solo i nomi delle persone autrici e non della Novotrade. In Nord America venne pubblicato dalla Avalon Hill su licenza della Mirrorsoft.

## Modalità di gioco
Si possono selezionare due modalità di esercitazione: decollo e atterraggio senza nemici oppure combattimento direttamente in volo, contro aerei di difficoltà crescente. Le missioni vere e proprie consistono sempre nello scramble, ovvero decollo, caccia a un gruppo di aerei tedeschi nelle vicinanze e rientro alla base; variano solo il numero e la posizione iniziale dei nemici, che vengono comunicati all'inizio.
L'azione si svolge su due schermate e il giocatore può passare dall'una all'altra con un tasto: la visuale del cruscotto con gli strumenti di bordo oppure la visuale in prima persona dall'abitacolo verso l'esterno. Il cruscotto è dettagliato e comprende carburante, tachimetro frontale e ascensionale, orizzonte artificiale, contagiri, bussola, altimetro, indicatori di scivolata, virata, timone e beccheggio, spie luminose. La visuale esterna, con paesaggio semplice e geometrico, è fissa sul davanti e dotata di specchietto retrovisore. La critica, almeno in versione Commodore e Amstrad, a volte apprezzò molto la realizzazione del cruscotto, ma non quella della visuale esterna. Su Commodore in particolare l'animazione del paesaggio è lenta, con un aggiornamento ogni secondo circa. Solo nelle versioni BBC Micro ed Electron non c'è la divisione in due schermate, ma una più tradizionale schermata unica con il finestrino in alto e il cruscotto in basso.
Per i movimenti di base della cloche e per sparare con le mitragliere si utilizza il joystick (o la tastiera nelle versioni che la supportano), mentre diversi tasti sono necessari per regolare la potenza del motore, inclinare il timone, attivare flap, freni e carrello. Si può inoltre visualizzare su schermata a parte una mappa dell'Inghilterra sudorientale, con le posizioni dello Spitfire e del nemico, e con tre zone zoomabili a maggior dettaglio; la modalità mappa ha anche l'effetto di mettere in pausa la simulazione.
I nemici sono sempre caccia da abbattere con l'aiuto di un mirino fisso; nella versione Atari ST a inizio missione si può selezionare anche di combattere contro bombardieri.
Dopo ogni missione completata è possibile salvare i propri progressi su disco o cassetta. Accumulando vittorie il pilota può ottenere promozioni e decorazioni.